# 朦朧芋螺
朦朧芋螺（学名：Conus obscurus）为芋螺科芋螺屬下的一个种。分布于海南、台湾，印度洋至西太平洋海域。生于潮间带至潮下带。属于捕食性的有毒螺类。

## 性状
贝壳坚固，通常为长卵形，螺塔较低，螺壳尺寸20～44mm；螺旋部低平，体螺层高大。壳面平滑有螺肋。壳表为紫红色，有较多白色斑及一条不规则的白色腰带；壳口为浅紫灰色。